# Venta-sacs
El Venta-sacs és una muntanya de 656 metres que es troba entre els municipis de Tavertet i de Vilanova de Sau, a la comarca d'Osona.